# أسس الوحدة العالمية (بهائية)
أسس الوحدة العالمية هي مجموعة من المحادثات والكتابات لعبد البهاء، زعيم الديانة البهائية، تعود إلى ما قبل وفاته في شهر تشرين الثاني عام 1921، وقد نُشرت لأول مرة في عام 1945. وترجع مقدمة طبعة عام 1945 إلى سنة 1927.
يحتوي هذا الكتاب بشكل رئيسي على محادثات مختارة من كتاب "نشر السلام العالمي"، بالإضافة إلى بعض المقاطع من الكتب البهائية، ومختارات من كتابات عبد البهاء، وعدد من الأسئلة المجاب عليها.

## محتويات
- الحداثة الحقيقية
- مصدر الواقع
- فجر السلام
- سبب الصراع
- السلام العالمي
- الأنبياء والحرب
- أسس الوحدة العالمية
- الانسجام العرقي
- روح العدالة
- تعاون
- معايير الحقيقة
- الإنسان والطبيعة
- العالم الصغير والعالم الكبير
- الدورات الكونية
- تعليم
- الروح القدس
- علوم
- الربيع الروحي
- الوحدة الأبدية
- الأضواء المظلمة
- الحاجة إلى التعليم الإلهي
- الدين: أساسي وغير أساسي
- تجديد الدين
- الحب الإلهي
- أساس الدين
- الروح المتسارعة
- قانون الله
- استمرارية الوحي

## الروابط الخارجية
- أسس الوحدة العالمية مع الإشارة إلى أعمال أخرى
- Bahai.works، وهو مستودع على الإنترنت للكتب والرسائل والألواح المتعلقة بالدين البهائي. أعمال بهائية